# Pintura barroca als Països Baixos
|  | Aquest article tracta sobre Pintura barroca holandesa (províncies del Nord). Si cerqueu Pintura barroca als Països Baixos del Sud, vegeu « Pintura barroca a Flandes». |

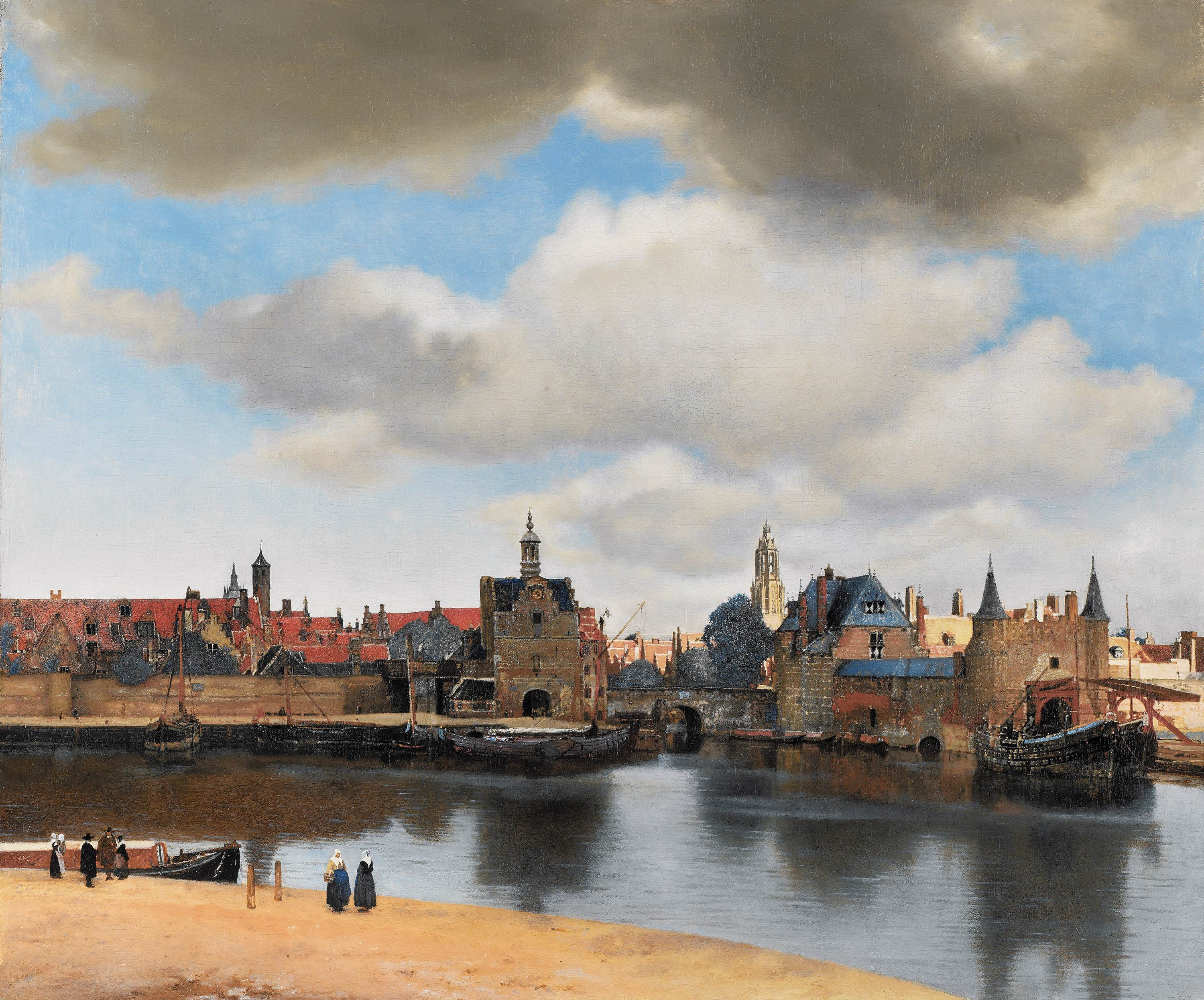
Vermeer, Vista de Delft, 1660 - 1661

La pintura barroca als Països Baixos és la pintura produïda a la República de les Set Províncies Unides durant el que es coneix com l'Edat d'Or Holandesa, un període en la història holandesa que generalment s'ubica al segle xvii.
El control acèrrim que la corona castellana havia tingut sobre el territori dels Països Baixos havia minvat en triomfar la revolta de la República de les Set Províncies Unides i el final de la Guerra dels vuitanta anys (1568-1648) que va portar la independència holandesa. Els Països Baixos del sud varen continuar sota el domini castellà fins al Tractat d'Utrecht de 1713.
La nova República Holandesa era la nació més pròspera a Europa, i liderava el comerç europeu, la ciència i l'art. Les províncies holandeses del nord que conformaven el nou estat havien estat tradicionalment centres artístics menys importants que les ciutats de Flandes al sud, i les agitacions i trasllats a gran escala de la població per la guerra, i l'aguda pausa provocada per la monarquia i les tradicions culturals catòliques, significaven que l'art holandès havia de reinventar-se totalment, un repte del qual sortiria reforçada.
Un tret distintiu del període és la proliferació de gèneres de pintures, amb la majoria d'artistes realitzant la seva producció artística dins d'un d'aquests. El ple desenvolupament d'aquesta especialització es veu des final dels anys 1620 i fins a la Invasió francesa de 1672, on s'ubica el període central de l'Edat d'Or de la pintura.
Aquest moviment adopta diferents direccions segons el territori:
- A la nova república del nord, protestant i burgesa, hi ha una major diversitat de gèneres pictòrics i diversificació temàtica.
- Als Països Baixos espanyols catòliques i aristocràtiques la pintura d'història i la temàtica religiosa s'imposen.

- Rembrandt
- Jan Vermeer

## Pintura als Països Baixos del Sud

Les Tres Gràcies (1639) de Peter Paul Rubens

L'època d'esplendor de les escoles flamenques, durant el barroc, es redueix a la naturalista d'Anvers del segle xvii el cap de la qual i àdhuc el fundador es considera l'insigne Rubens (1577-1640) pintor, gravador, arquitecte, humanista i diplomàtic.
Aquest geni universal en pintura, que es va formar a Anvers i a Itàlia i a qui s'atribueixen prop de 2.300 quadres de tot gènere es distingeix per la seva brillant imaginació creadora, per la seva viva expressió de sentiments, amb tendència a les actituds dramàtiques i de vegades amb excés, la seva estudiada composició sovint és amarada de sensualitat, el seu dibuix es mostra rotund amb robustes formes i la seva senzillesa en la coloració resulta brillant i correctament combinada.
Entre els nombrosos deixebles de Rubens passa pel millor Anton van Dyck i entre els seus condeixebles o companys Jacob Jordaens, ambdós d'Anvers. Van Dyck va ser el gran retratista d'aristòcrates del seu temps, solament comparable amb Velázquez i va sobresortir així mateix en pintura d'història. Se li atribueixen en conjunt uns 1.500 quadres. Jordanes és proper pel que fa als dos anteriors en el realisme i colorit, tot i això, les seves figures no disposen d'aquella noblesa ni el seu pinzell resulta tant prolífic.
Cal destacar també, dels molts artistes que es van inspirar en Rubens i van rebre les seves lliçons, la nissaga Teniers (David Teniers el Vell i els seus fills Abraham i David Teniers el Jove) per la seva enginyosa pintura de gènere i els seus paisatges.

## Pintura d'història
Aquesta categoria comprèn totes les pintures que relaten esdeveniments, siguin esdeveniments històrics del passat, o bé escenes bíbliques, mitològiques, literàries o al·legòriques. Va ser un tema menys tractat que en altres països, perquè no hi havia un mercat eclesiàstic local, i pocs grans palaus barrocs aristocràtics que omplir.
En aquest gènere més que en uns altres, els neerlandesos es van veure més influïts per la pintura italiana, que coneixien per còpies i gravats, ja que pocs pintors neerlandesos van viatjar a Itàlia. Els artistes neerlandesos més destacats de l'època, com Rembrandt, Vermeer, Hals, Steen o Jacob van Ruisdael no van fer tal viatge.

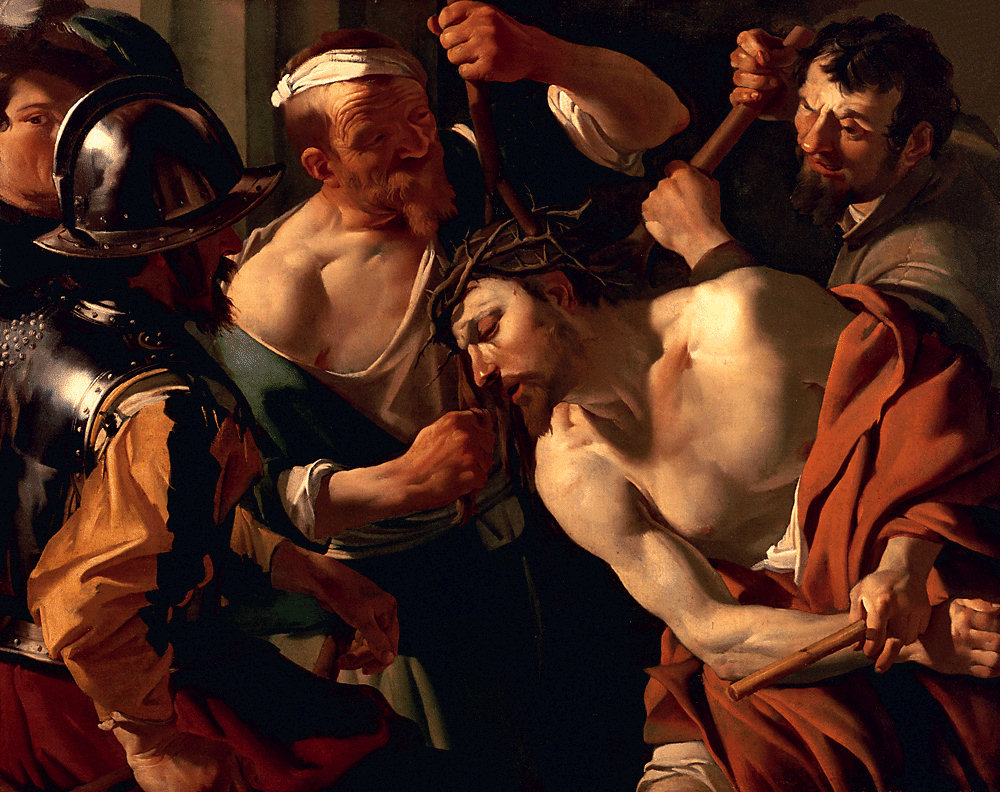
Escola caravaggista d'Utrecht: Dirck van Baburen, Crist coronat d'espines, 1623, per a un convent d'Utrecht, un mercat no disponible en la major part d'Holanda.

A la primera part del segle van continuar treballant molts manieristes nòrdics, fins als anys 1630 en els casos d'Abraham Bloemaert i Joachim Wtewael. Molts quadres d'història eren de petita grandària, exercint tanta influència sobre ells el pintor alemany, establert a Roma, Adam Elsheimer com Caravaggio (tots dos van morir el 1610). Respecte a la resta de la pintura d'història barroca, l'holandesa era més realista i explicava els fets de manera més directa. A vegades se'ls coneix com a «pre-rembrandtistes», perquè els primers quadres de Rembrandt eren d'aquest estil.
Els caravaggistes d'Utrecht van produir pintura d'història i grans escenes de gènere en un estil influït pels italians, fent sovint un ús intens del clarobscur. Utrecht era una ciutat inusual, perquè a mitjan segle continuava tenint un 40% de catòlics, fins i tot més entre les classes altes. Els artistes més destacats van ser Hendrick ter Brugghen, Gerard van Honthorst i Dirck van Baburen; l'escola estava activa entorn a l'any 1630, encara que van Honthorst va continuar treballant amb èxit fins als anys 1650 com a pintor de la cort anglesa, holandesa i danesa, en un estil més clàssic.
Rembrandt va començar com a pintor d'història abans de trobar l'èxit financer com un retratista i mai va abandonar les seves ambicions en aquest camp. Un gran nombre dels seus gravats són d'escenes religioses narratives, i la història del seu últim encàrrec històric, La conspiració de Claudio Civil (1661) il·lustra tant el seu compromís amb la forma com les dificultats amb què topava a l'hora de trobar un públic.

## Retrats

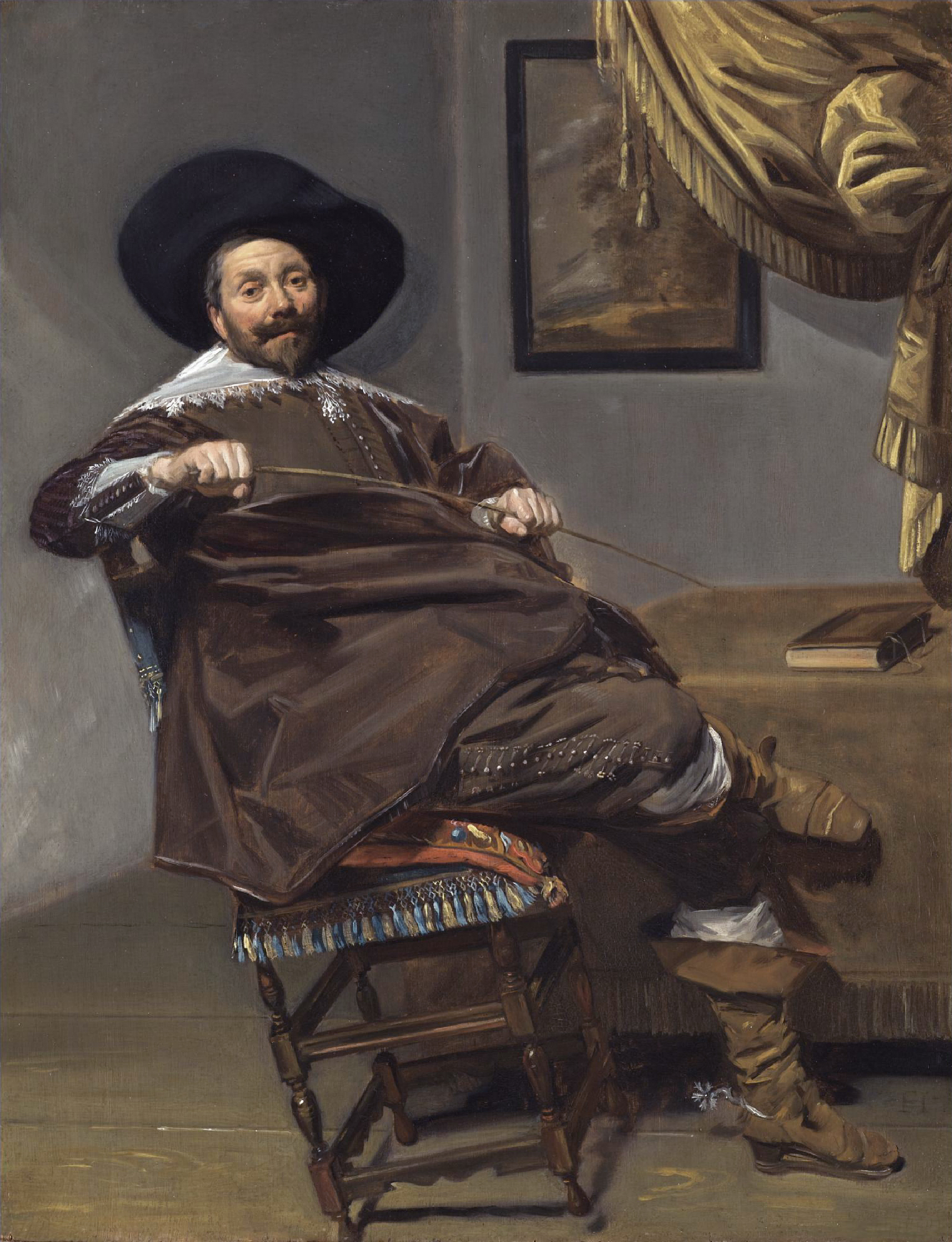
Frans Hals, Willem Heythuijsen (1634).

El retrat va estar en auge als Països Baixos al segle xvii, perquè hi havia una àmplia classe mercantil molt disposada a encarregar retrats; s'estima que la producció total va arribar entre 750.000 i 1.100.000 retrats. Rembrandt va gaudir del seu millor període d'èxit financer com un jove retratista a Amsterdam, però com altres artistes, va arribar a avorrir-se bastant d'aquesta pintura per encàrrec de burgesos: «els artistes recorrien aquest camí sense plaer», segons van Mander.
L'altre gran retratista de l'època és Frans Hals, de qui la famosa pinzellada àgil i la capacitat de mostrar als models relaxats i alegres afegeixen interès fins i tot als subjectes menys prometedors, encara que el posat extremadament despreocupat de l'exemple de l'esquerra és excepcional: «cap altre retrat d'aquest període és tan informal». Thomas de Keyser, Bartholomeus van der Helst, Ferdinand Bol i uns altres, inclosos molts esmentats més a baix com a pintors d'història o de gènere, van fer tot el que van poder per a animar les obres més convencionals.
A la fi de segle apareix una moda de mostrar als models amb un vestit que és mitja disfressa; aquesta moda va començar a l'Anglaterra de van Dyck als anys 1630, estil conegut com a vestit «pintoresc» o «romà». Els models aristocràtics o de les milícies cíviques es permetien més llibertat utilitzant brillants robes i ambientacions més cares que els burgesos.
Un tipus molt particular de quadre era el tronie, que combinava elements del retrat, la història i l'escena de gènere. Usualment es tractava d'una representació de mig cos d'una figura sola que mostra una expressió o estat d'ànim inusuals. No importava la identitat real del model, però podien representar una figura històrica o un vestit històric o exòtic. Entre els quals van desenvolupar el gènere estaven Jan Lievens i Rembrandt, molts dels autoretrats del qual eren també tronies (especialment en els seus gravats).
El retrat de grup, en gran part una invenció holandesa, era molt popular entre les nombroses associacions cíviques, part notable de la vida holandesa, com la milícia cívica urbana, consellers i regents de guildes i fundacions caritatives, així com altres associacions semblants. Especialment durant la primera meitat del segle, els retrats eren molt formals i seriosos en la seva composició. Els grups s'asseien sovint entorn d'una taula, cada persona mirant a l'espectador. Es prestava molta atenció als detalls de la roba, i quan es podia, al mobiliari i altres signes de la posició d'una persona en la societat. Més endavant, els grups es van fer més animats i els colors més clars.

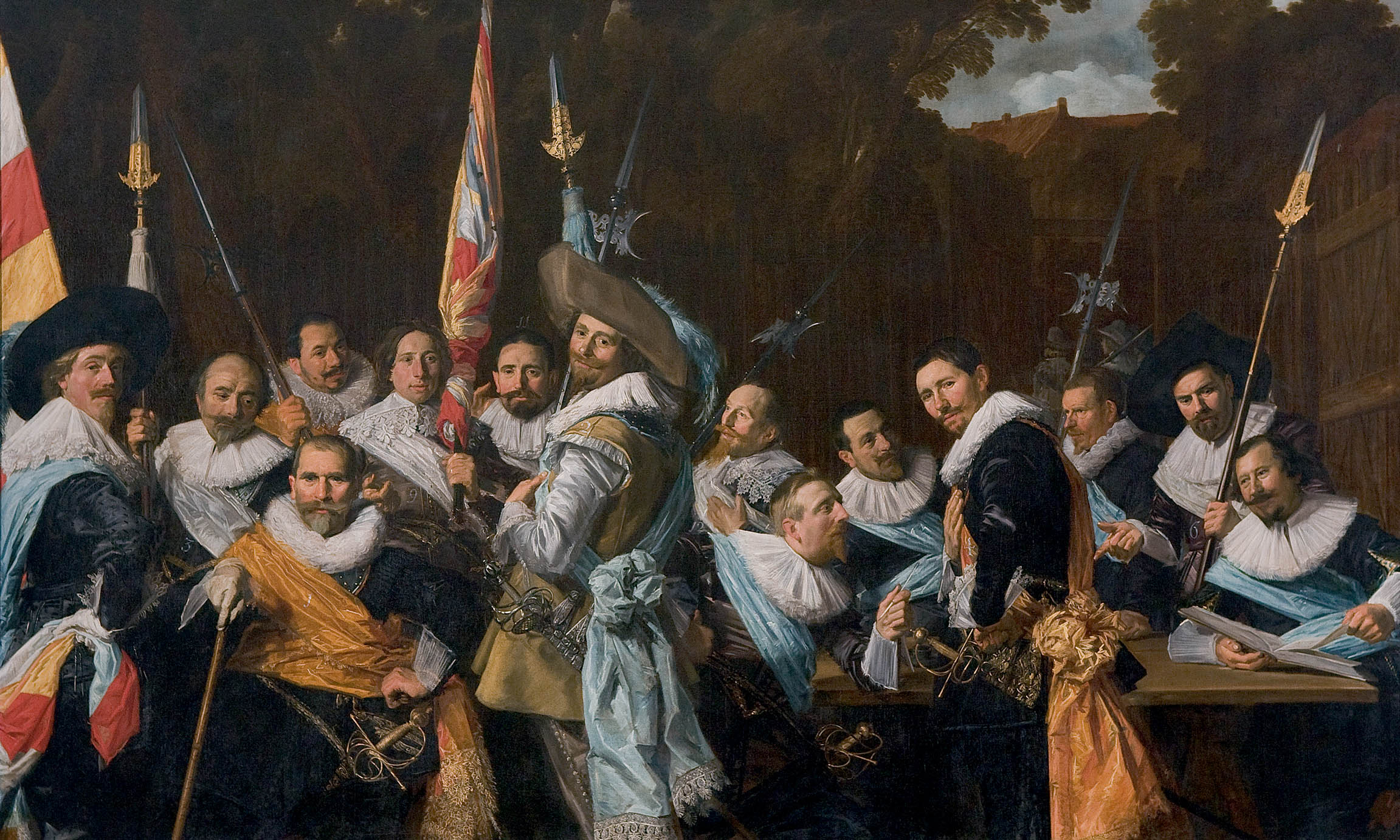
Frans Hals, retrat d'un grup de les milícies cíviques, Els oficials de Sant Andrés (1633); 3,3 metres d'ample.

Els científics sovint posaven amb instruments i objectes del seu estudi al voltant d'ells. Els metges a vegades posaven junts al voltant d'un cadàver, en el que s'anomenava «Lliçó d'anatomia», sent la més famosa la de Rembrandt: Lliçó d'anatomia del Dr. Nicolaes Tulp (1632). Els consells d'administració preferien una imatge d'austeritat i humilitat, posant amb roba fosca, sovint asseguts entorn d'una taula i amb expressions solemnes a les seves cares. Les famílies sovint es feien retratar dins de les seves luxoses cases. La major part dels retrats de grup de milícies cíviques (en neerlandès: schutterstuk) van ser encàrrecs de Haarlem i Amsterdam. Aquí els retratats afavorien una imatge de poder, estatus o fins i tot un esperit festiu. La col·locació entorn d'una taula donaria lloc, en anys posteriors, a una composició més dinàmica, sent l'exemple més destacat la famosa obra de Rembrandt La companyia de milícia del capità Frans Banning Cocq més coneguda com La ronda de nit (1642).

## Escenes de la vida quotidiana

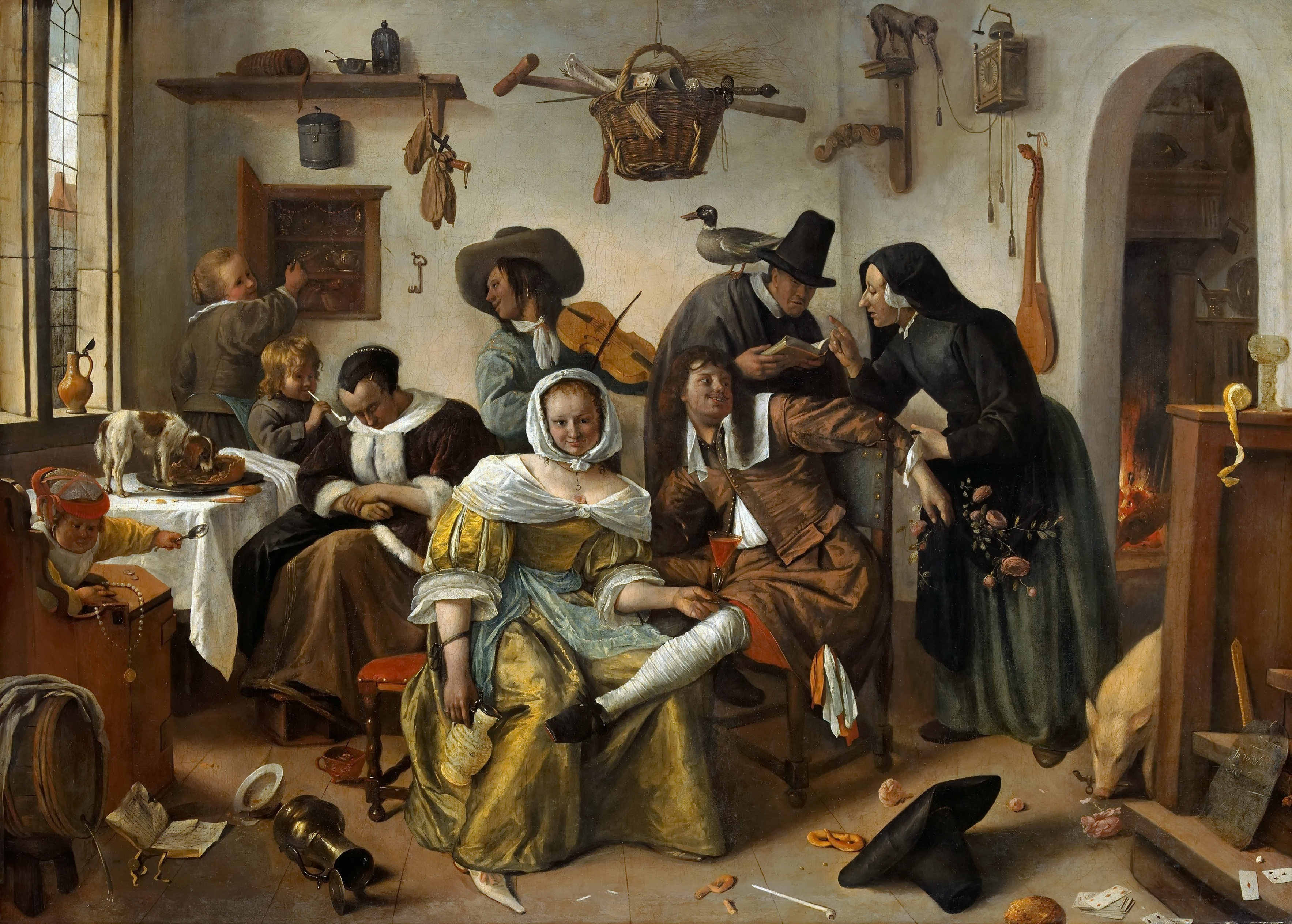
Una imatge típica de Jan Steen (h. 1663); mentre la propietària de la casa dorm, el personal es diverteix.

Juntament amb la pintura de paisatges, el desenvolupament i l'enorme popularitat de la pintura de gènere és el tret més distintiu de la pintura holandesa de l'època. En molts casos és una figura aïllada, com trobem a La lletera de Vermeer; en uns altres es mostren grans grups amb motiu d'un esdeveniment social. Es distingien categories dins d'aquest gènere: figures soles, famílies pageses, escenes de taverna, l'«alegre companyia» amb figures gaudint de música i beguda, dones treballant en les seves llars, festes a la ciutat o al poble, mercats, estables amb cavalls o animals de granja, en la neu, a la llum de la lluna, etc. Cada classe tenia un terme específic en neerlandès, no existint un terme genèric que designés a totes aquestes «escenes de gènere». Sobretot a partir de 1625 els artistes solien especialitzar-se en un d'aquests subgèneres.
Els pintors de Haarlem Willem Pieterszoon Buytewech, Frans Hals i Esaias van de Velde van ser importants pintors en la primera part d'aquest període. Buytewech va pintar «alegres companyies» de joves refinadament vestits, el significat moralista dels quals s'albira en els detalls. Van de Velde pintava festes de jardí en cases de camp. Hals va ser principalment un retratista, però, durant els inicis de la seva carrera, també va pintar figures de gènere. Una estada a Haarlem del mestre flamenc de les escenes pageses de taverna Adriaen Brouwer, des de 1625 o 1626 va proporcionar a Adriaen van Ostade el tema de la seva vida, encara que sovint li donava un enfocament més sentimental. Abans de Brouwer, els pagesos normalment es representaven a l'exterior; ell normalment els mostra en uns interiors senzills i foscos, encara que els de van Ostade a vegades ocupen ostentosament granges decrèpites d'enorme grandària. Jan Steen es va especialitzar en animades escenes que acaben reflectint una diversió caòtica, si bé les seves pintures semblen encobrir moltes vegades un missatge moralitzador, referint-se a vells proverbis i relats neerlandesos.

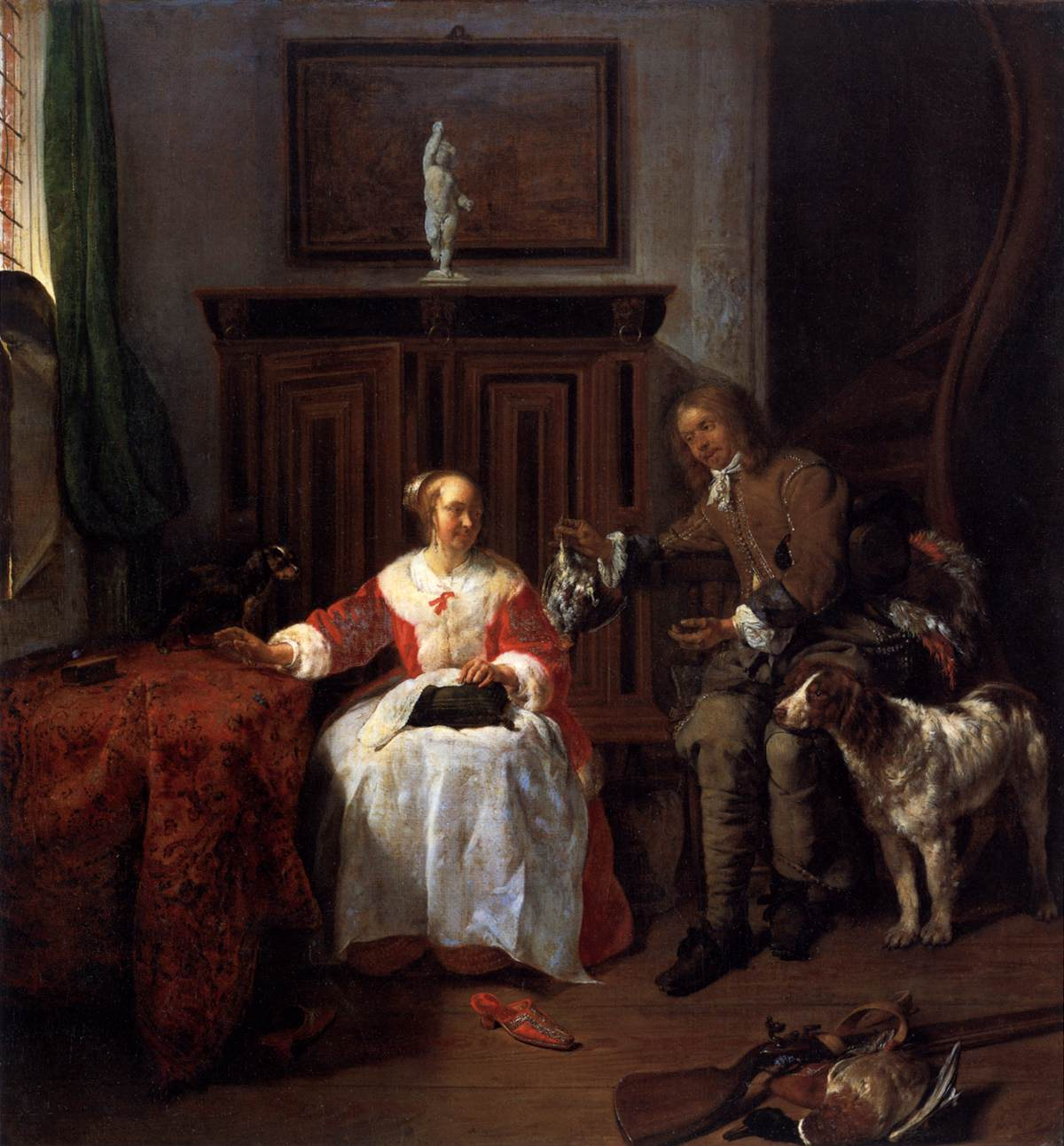
Gabriël Metsu, El do del caçador, h. 1660, un estudi de relacions maritals, amb un acudit visual.

Van Ostade pintava tant una figura aïllada com un grup, com els caravagistes d'Utrecht a les seves obres de gènere, i la figura aïllada, o petits grups de dos o tres es van fer cada vegada més freqüents, especialment aquells que incloïen a dones i nens. En aquest punt s'hi va especialitzar l'artista més destacada del període, Judith Leyster (1609–1660), abans que el seu espòs, Jan Miense Molenaer, li imposés abandonar la pintura. L'escola de Leiden de fijnschilder («pintors fins») va destacar per les seves pintures finament acabades, moltes d'aquesta classe. Van destacar en aquesta línia Gerard Dou, Gabriël Metsu i Frans van Mieris el Vell.
Les escenes de gènere van reflectir la creixent prosperitat de la societat holandesa. Els ambients es van fer progressivament més còmodes, opulents i acuradament representats conforme va anar avançant el segle. Entre els pintors de gènere que no formaven part del grup de Leiden s'hi troben Nicolaes Maes, Gerard ter Borch i Pieter de Hooch, que compartia amb Jan Vermeer el seu interès per la llum en escenes d'interior. Vermeer, durant molt de temps una figura molt fosca, és actualment el pintor de gènere que gaudeix de major consideració.

## Paisatges
El paisatge va ser un gran gènere durant el segle xvii. Es va desenvolupar un paisatge holandès més realista, vist des del nivell del terra, basant-se sovint els quadres en dibuixos realitzats directament a l'exterior. Els horitzons molt baixos permetien emfatitzar les formacions de núvols, sovint imponents, que són tan típiques del clima de la regió, i que projecten una llum molt particular.

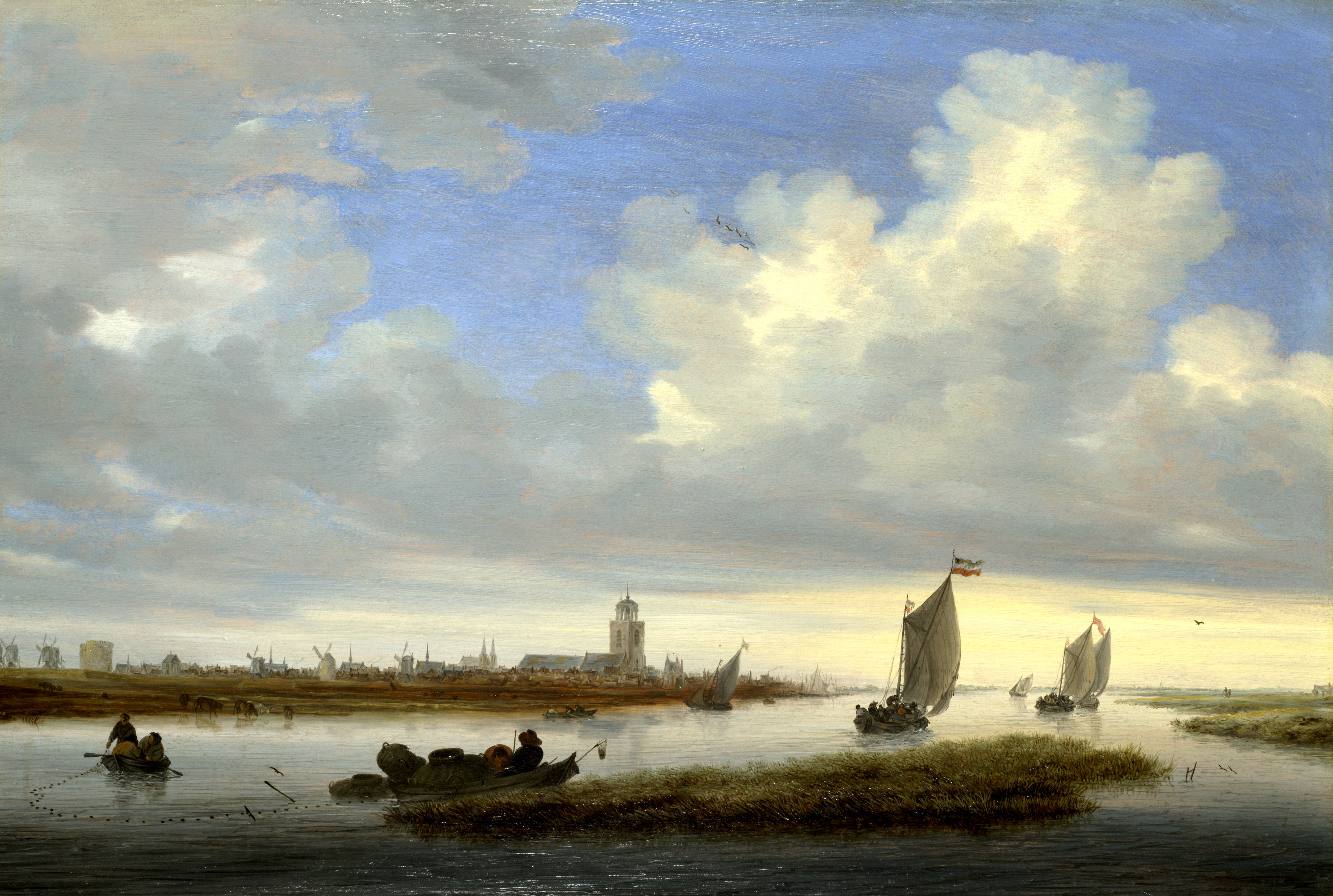
Salomon van Ruysdael: Vista de Deventer des del nord-oest (1657).

La mar era un dels temes preferits, perquè els Països Baixos depenien d'ell per al comerç, lluitaven contra ell per a guanyar més terra i també celebraven batalles navals en lluita amb altres nacions. A més, l'interior del país estava travessat per rius i canals. Per això no és una sorpresa que el subgènere de la marina fos enormement popular, gènere que els artistes neerlandesos van portar a un nou cim.
Els artistes més destacats van ser Jan van Goyen (1596–1656), Salomon van Ruysdael (1602–1670), Pieter de Molyn (1595–1661) i el pintor de marines Simon de Vlieger (1601–1653). Salomon van Ruysdael es va especialitzar en petits quadres amb escenes fluvials. Cuyp va realitzar escenes del sol posant-se sobre amples rius. Entre els artistes que van pintar escenes marítimes o fluvials durant la primera part del segle hi trobem Jan Porcellis, Simon de Vlieger i Abraham Storck. Willem van de Velde el vell i el seu fill són els mestres més destacats de dècades posteriors, tendint, com ocorria a principis de segle, a fer que el vaixell fos el centre d'interès, mentre que durant les dècades anteriors l'èmfasi s'havia posat en la mar i en el temps atmosfèric, en una «fase tonal». Jan van de Cappelle va pintar marines «tranquil·les», amb la mar en calma. Els seus quadres es caracteritzen per la llum del sol que brillava sobre les aigües, reflectint l'alba o el capvespre.

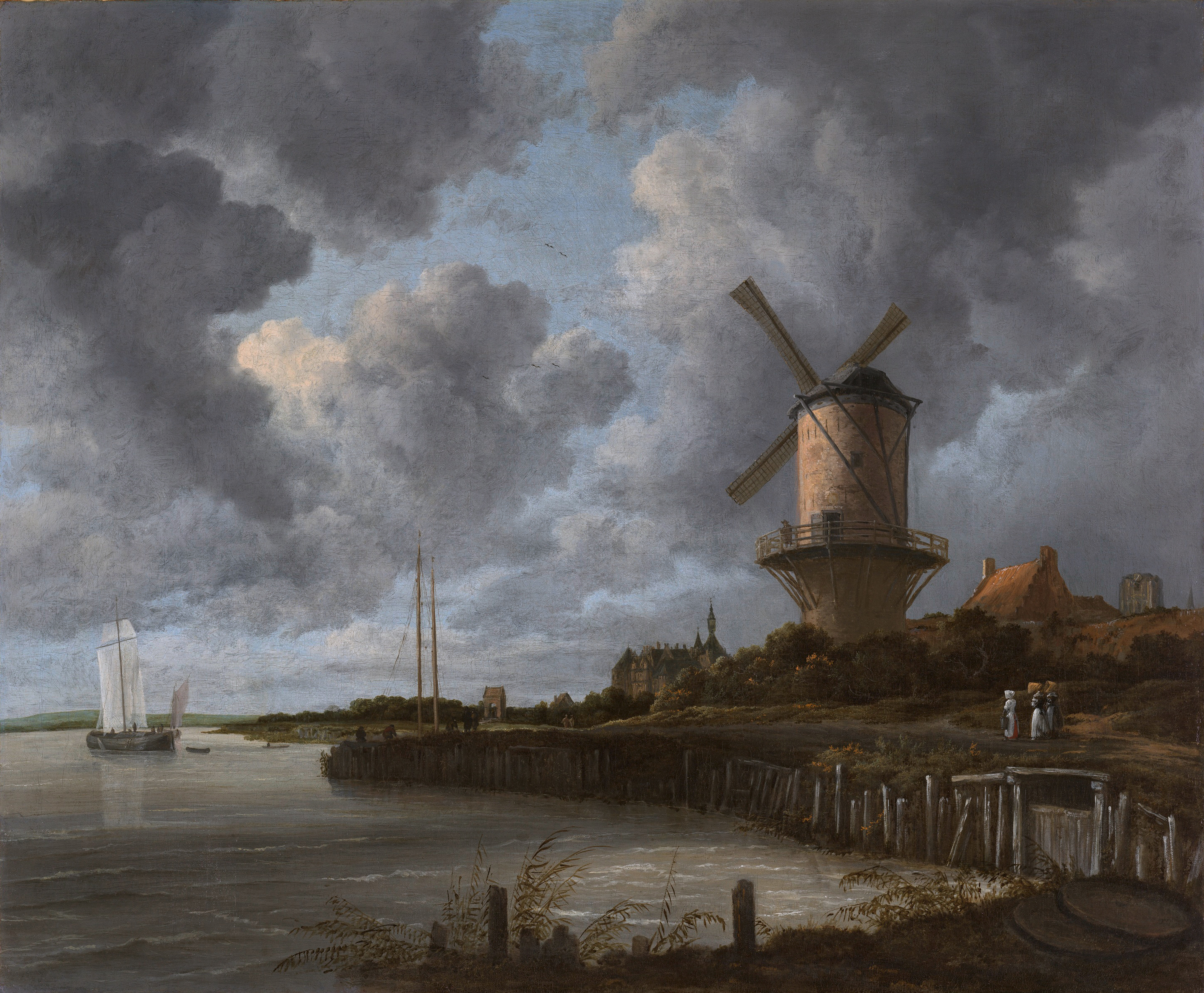
Jacob Ruysdael, El molí de Wijk bij Duurstede (1670).

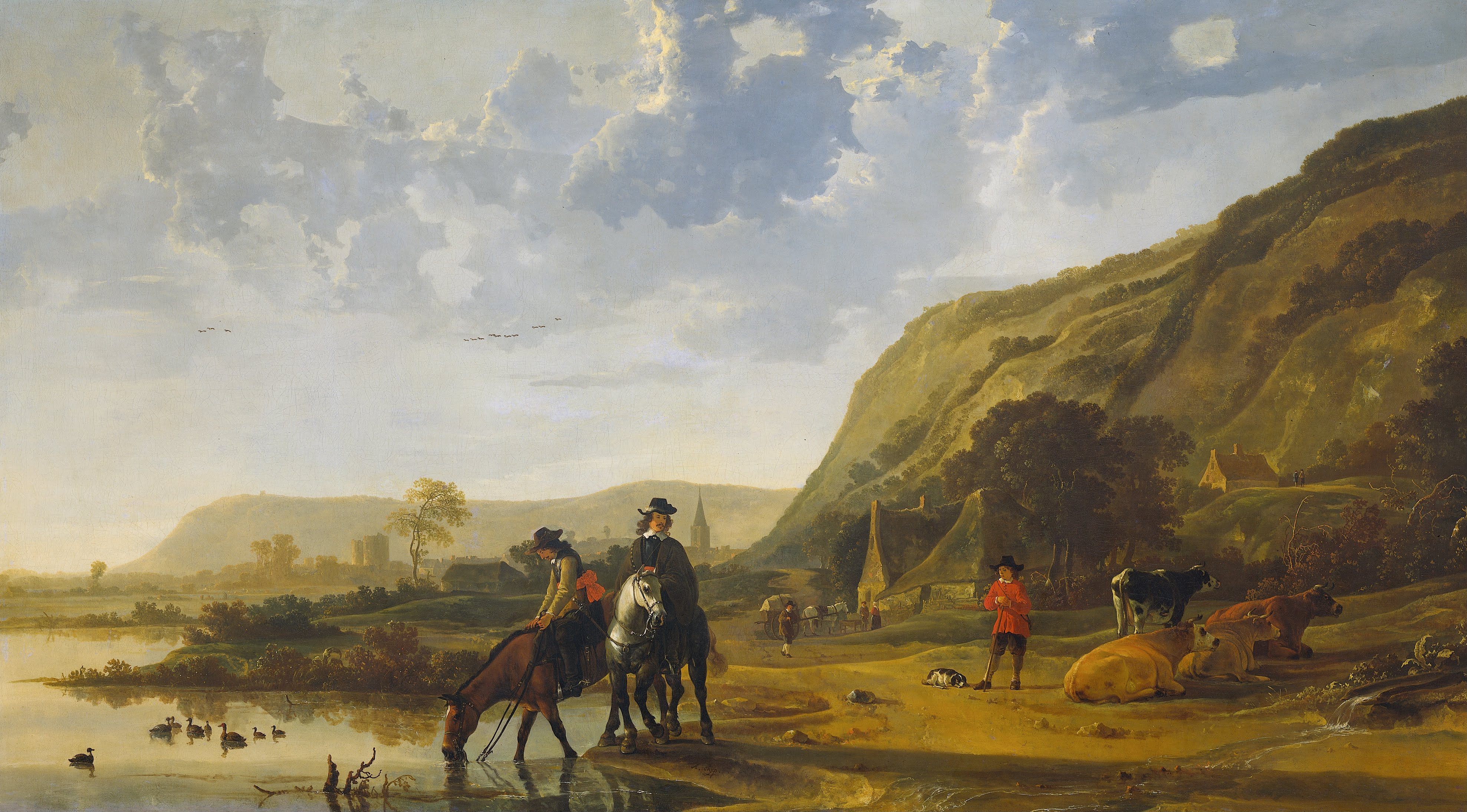
Aelbert Cuyp, Paisatge fluvial amb genets (h. 1655).

A partir dels anys 1650 va començar la «fase clàssica» dels paisatges neerlandesos, que conservava la qualitat atmosfèrica, però amb composicions més expressives i contrastos més marcats de llum i color. Solen tenir com a centre d'interès un «arbre heroic» únic, o un molí o torre, o un vaixell en les marines. L'artista més destacat va ser Jacob Ruysdael (1628–1682), qui va produir una gran quantitat i varietat d'obres, usant tots els temes neerlandesos típics excepte el paisatge italianitzat; en lloc d'això va produir paisatges «nòrdics» de boscos de pins foscos i dramàtics amb rugidors torrents i cascades. Va ser alumne seu Meindert Hobbema (1638–1709), més conegut per la seva atípica Avinguda de Middelharnis (1689), que s'aparta de les seves usuals escenes de molins i camins que creuen boscos. Dos artistes amb estils més personals, i amb quadres de major grandària van ser Aelbert Cuyp (1620–1691) i Philips Koninck (1619–1688). Cuyp va prendre la llum daurada italiana i la va usar en escenes de capvespre amb un grup de figures en el primer pla i darrere d'elles un riu i un paisatge ampli. Les obres millors de Koninck eren vistes panoràmiques, des d'un pujol, sobre àmplies granges planes, amb un cel enorme.
Va haver-hi un tipus diferent de paisatge que va ser reproduït en aquesta època, que era el paisatge italianitzant romàntic, amb muntanyes escarpades, llum daurada i a vegades detalls pintorescos. Va destacar en aquest subgènere Jan Both (m. 1652), que va estar a Roma i va treballar amb Claudio Lorena. De Horatius de Hooch (1652-1686) només se'n coneixen paisatges italianitzants.
Un altre subtipus eren els paisatges amb animals en el primer pla. Els va pintar Cuyp, Paulus Potter (especialitzat en vaques, 1625–1654), Adriaen van de Velde (1636–1672) i Karel Du Jardin (1626–1678, animals de granja), amb Philips Wouwerman que pintava cavalls i genets en diversos ambients. Els animals més representats eren el cavall i la vaca, sent aquesta última un símbol de prosperitat per als neerlandesos.

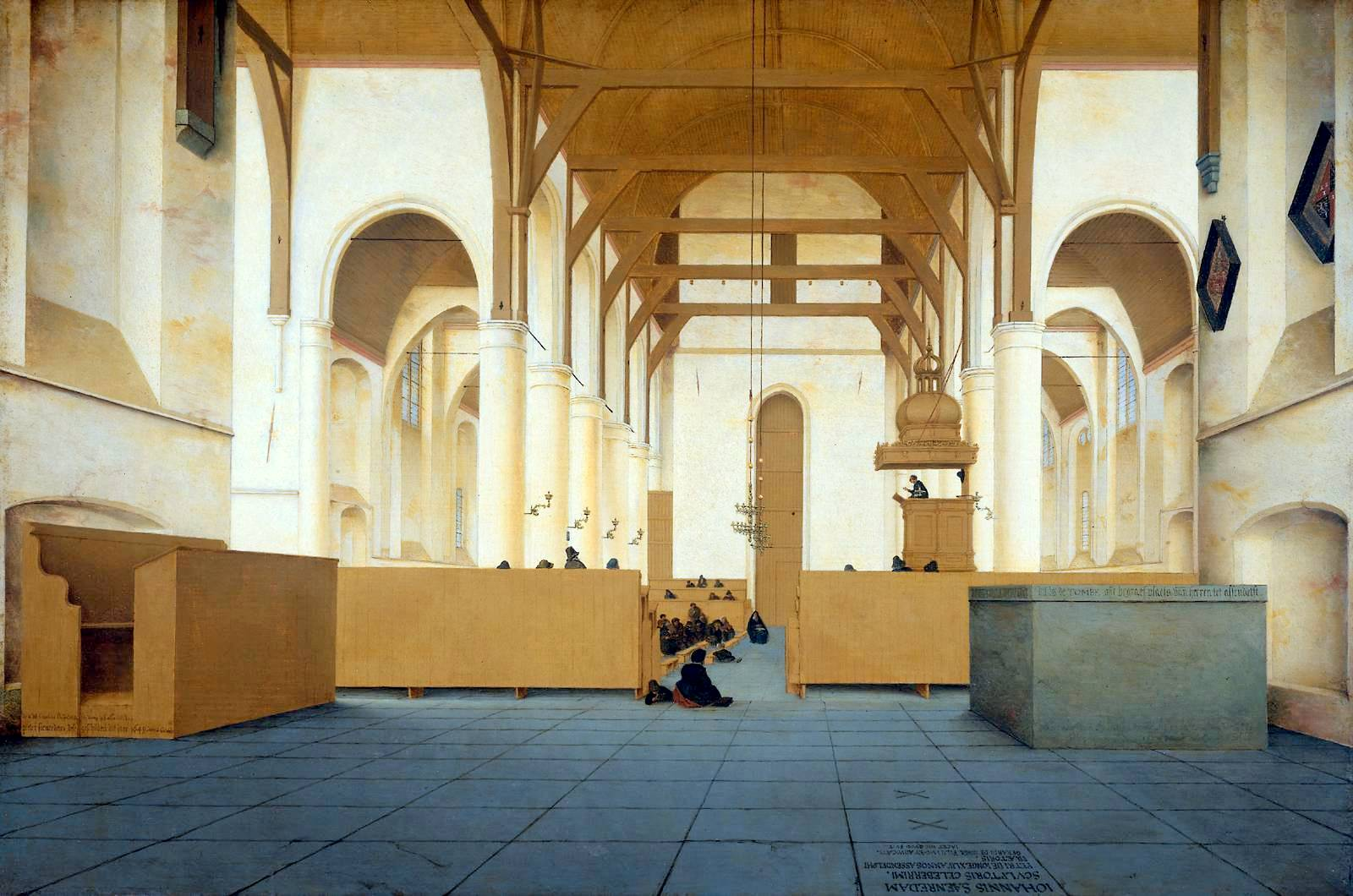
Pieter Jansz Saenredam, Església de Assendelft, 1649, amb la làpida del seu pare en primer pla.

L'arquitectura també va fascinar als neerlandesos, les esglésies en particular. Al principi es va seguir la moda del manierisme nòrdic de palaus a la moda i vistes urbanes inventades. Però després van ser més realistes i van pintar l'interior i l'exterior d'edificis reals, encara que no sempre de forma fidedigna. Diversos artistes es van especialitzar en pintar els interiors d'esglésies. Pieter Jansz Saenredam, el pare del qual Jan Saenredam va gravar a sensuals deesses manieristes nues, va pintar esglésies gòtiques, en aquella època blanquejades i sense gent. El seu èmfasi en la llum i la geometria, amb escassa representació de textura de les superfícies, destaca quan se la compara amb Emanuel de Witte, qui representava a les persones, els sòls irregulars, els contrastos de llum i el revoltim de mobiliari d'església que quedava a les esglésies calvinistes. Gerrit Berckheyde es va especialitzar en vistes no gaire concorregudes dels principals carrers i places de les ciutats, amb els edificis més importants. Jan van der Heyden preferia escenes més íntimes dels silenciosos carrers d'Amsterdam, sovint amb arbres i canals. Eren vistes autèntiques, però no dubtava a ajustar-les per a obtenir efectes compositius.

## Natures mortes

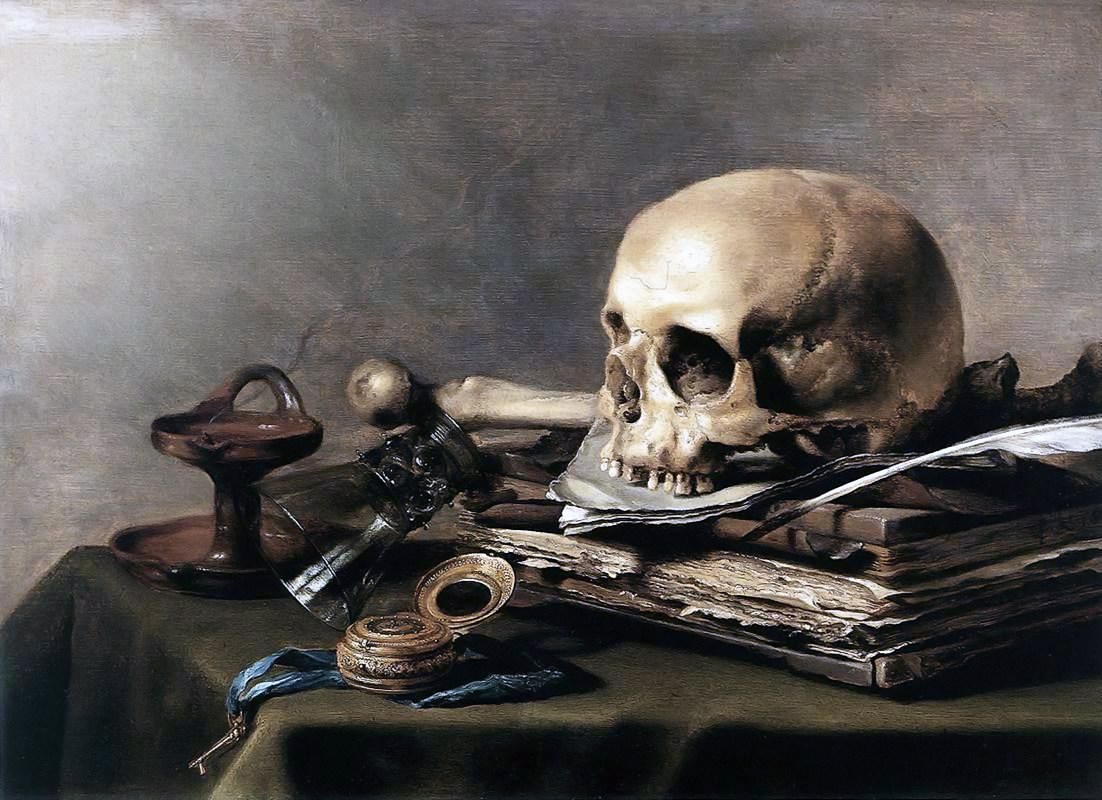
Pieter Claesz., Vanitas (1630).

La natura morta és un gènere que ofereix una gran oportunitat per a mostrar l'aptitud del pintor per a reflectir textures i superfícies en gran detall i amb efectes de llum realistes. Era un desafiament per als pintors reflectir tota classe de menjar exposat en una taula, la plata, els estampats intricats i els subtils plecs de les estovalles i flors.
Es diferenciava entre banketje («peces de banquet») i els més senzills ontbijtjes («peces de desdejuni»). Pràcticament totes les natures mortes tenien un missatge moralista, en general en relació amb la brevetat de la vida – aquest tema es coneix com vanitas – implícita quan no hi hagi un símbol tan obvi com una calavera, o un altre menys obvi com una llimona a mitjà pelar (com la vida, dolç en aparença però de sabor amarg). Les flors es marceixen i el menjar es podreix, i la plata és inútil per a l'ànima. No obstant això, el missatge sembla afeblir-se en les peces de la segona meitat del segle, més elaborades. Entre els pintors de vanitas destaquen David Bailly i els seus nebots Harmen i Pieter Steenwijck.

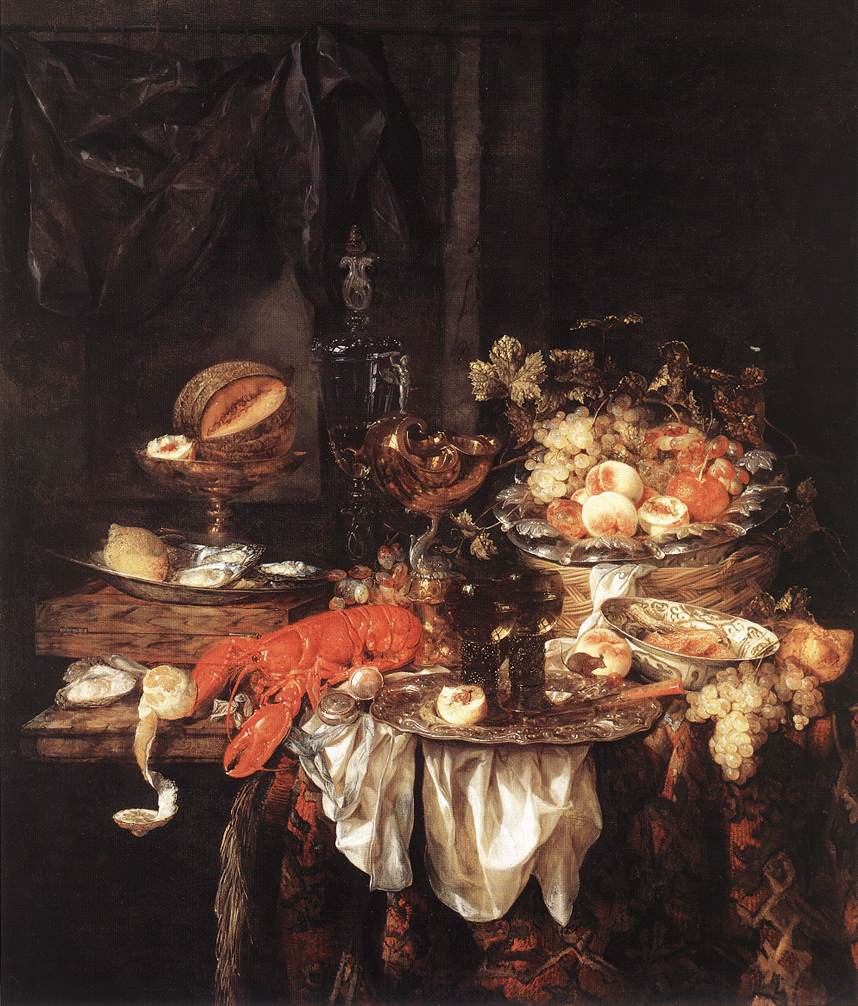
Abraham van Beyeren (1667); natura morta «ostentosa» amb un ratolí damunt del ganivet.

Al principi es representaven objectes quotidians, però des de mitjan segle van ser més populars els pronkstilleven («natures mortes ostentoses»), amb objectes cars i exòtics. Willem Claeszoon Pudi (1595–c. 1680) i Willem Kalf (1619–1693) van marcar el canvi cap al pronkstilleven, mentre que Pieter Claesz. (m. 1660) va preferir pintar simples ontbijt («peces de desdejuni»), o explícites vanitas. Tots aquests pintors usen colors molt apagats, amb predomini dels marrons, especialment a mitjan segle. Això és menys cert en les obres de Jan Davidszoon de Heem (1606–1684), una figura important que va treballar entorn de la frontera a Anvers. Les seves obres es dispersaven pels laterals, formant àmplies imatges oblongues, inusuals al nord, encara que Willem Claeszoon Pudi a vegades va pintar composicions verticals més altes.
Les pintures de flors van formar un subgrup amb els seus propis especialistes. Entre ells va estar Jan van Huysum i fins i tot ocasionalment va ser una especialitat de les poques dones artistes, com Maria van Oosterwyck i Rachel Ruysch; els neerlandesos també van ser líders en dibuixos, gravats i il·lustracions botànics i de caràcter científic. Malgrat l'intens realisme de flors individuals, les pintures estaven compostes a partir d'estudis individuals o fins i tot il·lustracions de llibres, i rutinàriament s'incloïen en la mateixa composició flors d'estacions molt diferents. També es repeteixen les mateixes flors, i d'igual manera les mateixes vaixelles, en diferents obres. I no eren realistes, en el sentit que els rams de flors en gerros no eren de fet en absolut comuns a les cases de l'època.

## Reputació posterior

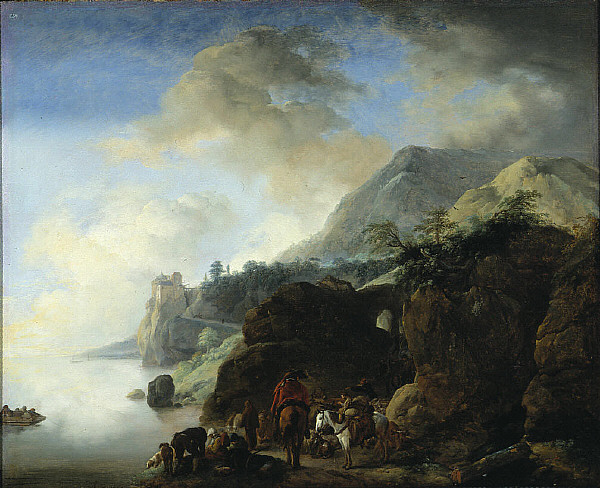
Philips Wouwerman, Viatgers esperant un ferri (1649).

L'enorme èxit de la pintura holandesa del segle XVII va fer que cap pintor neerlandès dels dos-cents anys següents fos conegut fora dels Països Baixos. Fins i tot durant el propi segle xvii, al final, els artistes vius es queixaven que el públic estava més interessat en els mestres morts.
Encara que només sigui per les enormes quantitats produïdes, la pintura barroca holandesa ha format sempre una part significativa de les col·leccions de pintura dels Antics Mestres. No obstant això, la seva reputació ha variat al llarg del temps, excepte per la sempre constant admiració per Rembrandt. Altres artistes han patit canvis dràstics tant en el preu de les seves obres com en l'estima per part de la crítica. Al final del període alguns fijnschilders actius a Leiden van gaudir de gran reputació, però des de mitjan segle xix s'aprecien més les obres realistes. Vermeer va ser rescatat de la gairebé total foscor al segle xix, quan diverses de les seves obres s'atribuïen a altres; però el fet que tantes de les seves obres estiguessin ja en les grans col·leccions, sovint atribuïdes a altres artistes, demostra que es reconeixia la qualitat de les pintures individualment considerades encara que s'ignorés la seva obra en conjunt.
Durant la segona meitat del segle xviii, el realisme terrenal de la pintura holandesa era un «gust Whig» a Anglaterra, i a França es relacionava amb el racionalisme de la Il·lustració i les aspiracions de reforma política. Al segle xix, amb un respecte gairebé universal pel realisme, i el declivi final de la jerarquia dels gèneres, els pintors contemporanis van començar a manllevar dels pintors de gènere tant el seu realisme com el seu ús d'objectes amb propòsits narratius, i van pintar subjectes similars ells mateixos, conreant tots els gèneres en els quals els neerlandesos havien estat pioners.
En el gènere paisatgístic, els artistes italianitzants van ser els més influents i altament considerats en el segle xviii, però John Constable va estar entre aquells romàntics que els denunciaven per la seva artificiositat, i preferien als artistes tonals i clàssics. De fet tots dos grups van continuar sent influents i populars al segle XIX.